# Edgars Rinkēvičs

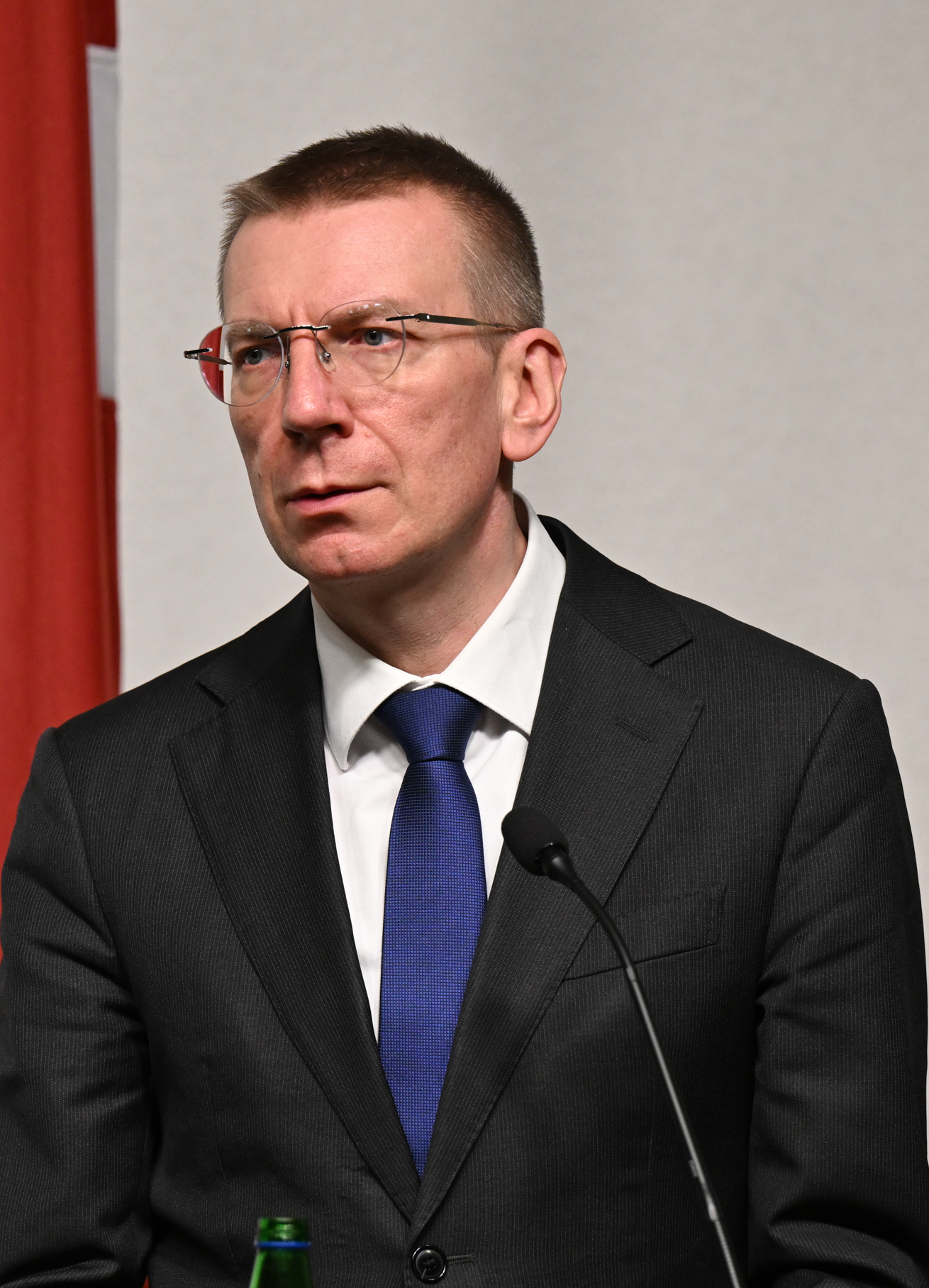
Edgars Rinkēvičs (2022)

Edgars Rinkēvičs (* 21. September 1973 in Jūrmala, Lettische SSR, Sowjetunion) ist ein lettischer Politiker und langjähriges Mitglied der liberal-konservativen Partei Vienotība. Seit 2023 ist er Präsident von Lettland. Zuvor war er Außenminister des Landes.

## Leben
Edgars Rinkēvičs absolvierte ein Studium der Politikwissenschaften an der Universität Lettlands und der Universität Groningen, das er 1997 mit dem Master abschloss.

### Politische Karriere
Im Oktober 2011 wurde Rinkēvičs zum Außenminister Lettlands ernannt und schloss sich in der Folgezeit der Reformu partija (Reformpartei), einem der drei Koalitionspartner, an. Bei der Parlamentswahl in Lettland 2014 trat er auf der Liste der Vienotība an und errang ein Abgeordnetenmandat für sie. Später übernahm Rinkēvičs wieder das Amt des Außenministers. Bei der Parlamentswahl 2018 konnte er als einer der wenigen Abgeordneten der Vienotība sein Mandat verteidigen. In der Mitte-rechts-Regierung seines Parteikollegen Krišjānis Kariņš wurde Rinkēvičs als Außenminister bestätigt. Auch bei der Parlamentswahl 2022 verteidigte er sein Abgeordnetenmandat und übernahm in Kariņš’ zweitem Kabinett wieder den Posten des Außenministers. In der Vienotība galt er als Vertreter liberaler und linker Positionen.
Am 31. Mai 2023 wählte ihn die Saeima zum Präsidenten von Lettland. Am 8. Juli 2023 trat er das Amt als Nachfolger von Egils Levits an. Seine erste öffentliche Amtshandlung war tags darauf die Rede zum feierlichen Abschluss des 27. Liederfestes.

### Positionen
Rinkevics päldierte im August 2025 für eine schnellere Befestigung von Lettlands östlicher EU-Außengrenze (zu Russland und zu Belarus)  
und würdigte die Fortschritte beim Bau der Barrieren entlang der insgesamt rund 400 Kilometer langen Grenze. 
Er sagte, die Grenze müsse ständig verbessert und weiterentwickelt werden. Es sei noch viel zu tun (Ausstattung des Grenzzaunes mit Sensoren und Überwachungskameras, Bau von Panzersperren, Verbreiterung des Grenzstreifens von 12 auf 42 Meter). 
Die östlichen Grenzen Lettlands sollen 2024 bis 2028 für 300 Millionen Euro verstärkt werden.

### Privates
Am 6. November 2014, dem Tag nach seiner erneuten Vereidigung als Minister im Kabinett Straujuma II, outete sich Rinkēvičs als erster Politiker Lettlands via Twitter als homosexuell. Dabei forderte er die Einführung eines Lebenspartnerschaftsinstitutes für gleichgeschlechtliche Paare. Rinkēvičs’ Tweet wurde ausführlich von der nationalen und internationalen Presse besprochen.

## Auszeichnungen
Schon vor seiner Zeit als Außenminister wurde Rinkēvičs mit verschiedenen in- und ausländischen Auszeichnungen geehrt. Während seiner langjährigen Tätigkeit als Minister kamen zahlreiche weitere dazu. Unter anderem erhielt er:
|  | Großoffizier des Westhard-Ordens (2004)                            |
|  | Komtur des Verdienstordens der Republik Polen (2005)               |
|  | Großoffizier des Verdienstordens der Italienischen Republik (2005) |
|  | NATO Meritorious Service Medal (2007)                              |
|  | Großoffizier des Drei-Sterne-Ordens (2007)                         |
|  | Komtur mit Stern des Ordens des Löwen von Finnland (2013)          |
|  | Großoffizier des Ordens von Oranien-Nassau (2018)                  |
|  | I. Klasse des Orden des Marienland-Kreuzes (2019)                  |
|  | I. Klasse des Verdienstordens der Ukraine (2022)                   |